# UNMOGIP

## Група военни наблюдатели на Обединените Нации в Индия и Пакистан
Организацията на обединените нации играе важна роля в поддържането на мира и реда в Джаму и Кашмир, от прехвърлянето на властта в Индия и независимостта на Пакистан през 1947 година. Веднага след освобождението избухна спор между Индия и наследника на националната държава Пакистан по въпроса за самата основа на присъединяването на Джаму и Кашмир от владетеля. Ню Делхи отнесе този въпрос към ООН и Съветът за сигурност прие резолюция 39 (1948 година) и е създадена комисия на Обединените нации за Индия и Пакистан (UNCIP) да разследва и да посредничи при решаването на проблемите.
Както и при други спорни територии, всяко правителство издава карти, изобразяващи неговите претенции в Кашмир, като част от своята територия, независимо от действителното управление. Незаконно е в Индия да се изключва целия Кашмир или част от него в картата. Също така е незаконно в Пакистан да не се включва щата Джаму и Кашмир като спорна територия, както е разрешено от ООН. Не участниците често използват Линия на контрол и Линия на действителен контрол като изобразяват границите, както се прави в Книгата с фактите за света на ЦРУ, и регионът често се маркира със символа #, въпреки че правителството на Индия строго се противопоставя на такива практики. Когато Microsoft пуснаха картата в Windows 95 и MapPoint 2002, беше повдигнат спор защо тя не показва целия Кашмир като част от Индия според претенциите на Индия. Въпреки това, всички неутрални и пакистански компании претендират да се следва картата на ООН и над 90% от всички карти, съдържащи територията на Кашмир я показват като спорна територия.

## История на операциите

### Резолюция на Съвета за сигурност на ООН за плебисцит
Съветът за сигурност на Организацията на обединените нации по жалбата на правителството на Индия по отношение на спора за щата Джаму и Кашмир прие Резолюция 47 на Съвета за сигурност на ООН (1948 година).
- Тази резолюция изисква наред с други неща Пакистан да се оттегли незабавно от областите на Пакистанската част на Кашмир, които са били превзети със сила през 1947 година и да се създадат условия за свободен и безпристрастен плебисцит, за да се вземе решение за бъдещето на щата. Индийската армия трябва да се оттегли и да поддържа скелетна войска, за да се гарантира правилното функциониране на гражданските дела на щата след удовлетворително оттегляне на пакистанските племена и сили.
- Препоръчва се на правителствата на Индия и Пакистан да възстановят мира и реда в Джаму и Кашмир и да предоставят пълна свобода на всички поданици на щата, да гласуват по въпроса за присъединяването.
- Освен това се препоръчва на правителството на Индия да установи плебисцитна администрация, за да се проведе честен и безпристрастен референдум възможно най-скоро, като Генералният Секретар на Организацията на обединените нации да бъде номиниран да бъде назначен като администратор на плебисцита, да се освободят всички политически затворници, да се поканят основните политически групи да споделят администрацията на министерско равнище докато се подготвя и провежда плебисцита. Официална декларация на ООН: Границите и наименованията, показани като обозначения, използвани на картата не означават официално одобрение или приемане от страна на ООН. Пунктираната линия представлява приблизително Линията на контрол на Джаму и Кашмир, договорена между Република Индия и правителството на Пакистан от 1972 година насам. Двете страни все още не са се споразумели относно окончателния статут на региона и нищо съществено не е било приложено от мирния процес, започнал през 2004 година. Виж картата на Джаму и Кашмир на ООН, приета от повечето страни на света.

### Статут на Джаму и Кашмир в Република Индия
Междувременно бяха проведени избори в управляваните от Индия Джаму и Кашмир, които издигнаха популярния мюсюлмански лидер Шейх Абдула, който с неговата партия Национална конференция, подкрепя основно Индия. Избраното Учредително събрание се събра за първи път в Шринагар на 31 октомври 1951 година. Тогава Учредителното събрание на щата ратифицира присъединяването на щата към Съюза на Индия на 6 февруари 1954 година и президентът на Индия впоследствие издаде Конституция (Приложение за Джаму и Кашмир), процедура по член 370 от Конституцията на Индия, разширяваща Конституцията на Съюза за щата с някои изключения и модификации. Собствената конституцията на щата влезе в сила на 26 януари 1957 година, по силата на която същата година се проведоха за пръв път избори за щатско Законодателно събрание въз основа на възрастово избирателно право. Тази Конституция допълнително потвърди ратификацията на присъединяването на щата към Съюза на Индия Ню Делхи: Правителството на Индия заявява, че „външните изкуствени граници на Република Индия, особено по отношение на международните граници под нейна юрисдикция, създадени от чуждестранен орган, не са нито правилни, нито автентични“. То претендира директно за територията.

### Статут на Азад Кашмир в Пакистан
Въпреки това, тези новини не са били признати от Пакистан, който настоява за плебисцит, за да се установят желанията на хората. Пакистан създаде свой собствен Кашмир, наречен Азад Джаму и Кашмир в малката Западна част, която той контролира. Доста по-голямата област на пакистанския Кашмир в Северно – Западната част, който беше специална зависима територия, наречена Северни области в някогашния щат, по принцип не им се е обръщало внимание в пакистанските закони и Конституция като биващи под някакъв статут, докато през 1982 година пакистанският президент генерал Зия ул Хак не е обявил публично, че хората в северните области са пакистанци и нямат нищо общо с щата Джаму и Кашмир. Исламабад: правителството на Пакистан безусловно заявява, че неформалното „присъединяването на Джаму и Кашмир“ към Пакистан или дори към Република Индия остава да се реши чрез плебисцит на ООН и официален референдум за окончателното уреждане на спора. Той приема картата на ООН на територията. Наименованията и представянето на регионалната карта на Кашмир въз основа на практиката на ООН, не означават изразяването на каквото и да е мнение от каквато и да е страна от Секретариата на Британската общност или от издателите по отношение на правния статут на дадена страна, територия или зона, или на нейните органи, или по отношение на определянето на техните граници. Не трябва да има намерение да се определя статута на Джаму и Кашмир, преди да бъде постигнато съгласие от страните. Освен това се споменава, че границите трябва да се основават на исторически, географски, а не на политически ориентирани косвени претенции за спорна територия.

### Статут на Аксай Чин в Китай
Пекин: Комунистическото правителство на Китайската народна република поддържа своя контрол над това, което е известно като Китайски Кашмир на платото Ладак, за него се изявяват претенции и се оспорва от Република Индия, но е призната от Пакистан като част от Китай, както е според неговите претенции, като се посочва, че линията на действителния контрол не е прекарана демаркационна линия или неопределена граница, границата между съответните държави все още предстои да бъде окончателно определена. Виж Китайско – Пакистанското споразумение.

## Формиране на UNMOGIP и сегашното състояние на операциите
Резолюция 47 (от 1948 година) също разширява членството на UNCIP и неговата роля да следи за прекратяването на огъня. Индия и Пакистан подписаха споразумението в Карачи през март 1951 година и установиха линия за примирие, която да бъде наблюдавана от наблюдатели. След прекратяването на UNCIP, Съветът за сигурност прие друга резолюция 91 (1951 година) и създаде Групата на военните наблюдатели на Обединените Нации в Индия и Пакистан (UNMOGIP), за да наблюдават и докладват за нарушения на прекратяването на огъня.
След индо – пакистанската война от 1971 година двете страни подписаха споразумение от Симла през 1972 година за определяне на линията на контрол в Кашмир. Индия и Пакистан не са съгласни относно мандата на UNMOGIP в Кашмир, тъй като Индия твърди, че мандатът на UNMOGIP е изтекъл след споразумението от Симла, защото тя е специално създадена, за да се наблюдава спирането на огъня съгласно споразумението Карачи.
Въпреки това, Генералният секретар на Организацията на обединените нации поддържа, че UNMOGIP трябва да продължи да функционира, защото никаква резолюция не е приета за неговото прекратяване. Военните власти на Пакистан продължават да подават жалби до UNMOGIP за нарушения на прекратяването на огъня. Военните власти на Индия не са подали никакви оплаквания от януари 1972 година и са ограничили дейността на наблюдателите на ООН в Индийската страна на линията на контрол. Те обаче, продължават да осигуряват настаняване, транспорт и други съоръжения за UNMOGIP.

## Външни Препратки
- United Nations Military Observer Group in India and Pakistan
- UN Security Council Resolution 39 and 47
- BBC Timeline on Kashmir conflict

|  | Тази страница частично или изцяло представлява превод на страницата United Nations Military Observer Group in India and Pakistan в Уикипедия на английски. Оригиналният текст, както и този превод, са защитени от Лиценза „Криейтив Комънс – Признание – Споделяне на споделеното“, а за съдържание, създадено преди юни 2009 година – от Лиценза за свободна документация на ГНУ. Прегледайте историята на редакциите на оригиналната страница, както и на преводната страница, за да видите списъка на съавторите. ВАЖНО: Този шаблон се отнася единствено до авторските права върху съдържанието на статията. Добавянето му не отменя изискването да се посочват конкретни източници на твърденията, които да бъдат благонадеждни. |